# Lesnaja Chmielowka
Lesnaja Chmielowka (ros. Лесная Хмелёвка) – wieś (sieło) w Rosji, w obwodzie uljanowskim, w rejonie melekeskim. W 2010 liczyła 999 mieszkańców.